# Lulewice
Lulewice (deutsch Alt Lülfitz, auch Lülfitz, früher Lüllfitz) ist ein Dorf  in der  Landgemeinde Białogard (Belgard) im Powiat Białogardzki (Begarder Kreis)  der  polnischen Woiwodschaft Westpommern.

## Geographische Lage
Lulewice liegt in Hinterpommern, etwa fünf Kilometer nördlich der Stadt Białogard (Belgard). Der Ort dehnt sich in einer Niederung bis an das Ufer der  Radüe (Radew)  aus. Die nächste Bahnstation ist Białogard an der Bahnstrecke Stargard Szczeciński–Gdańsk.
Über das Straßennetz ist der Ort zu erreichen über die  Woiwodschaftsstraße 166 nach Żelimucha (Buchhorst) an der Landesstraße 6 (= Europastraße 28). Die nächste Bahnstation ist Białogard an der Bahnstrecke Stargard Szczeciński–Gdańsk (Stargard – Danzig).

## Geschichte

Lülfitz südöstlich der Ostseestadt Kolberg und nördlich der Stadt Belgard auf einer Landkarte von 1910.

Die Landgemeinde Alt Lülfitz (auch: Lullewitz, Lüllewitz oder Lüllfitz) war ein typisches Runddorf, in dessen Ortsmitte die Schule stand. Erstmals urkundlich erwähnt wurde es im Jahr 1276. 1333 bescheinigte der pommersche Bischof in einem Bestätigungsbrief die Zugehörigkeit des Dorfes Lülfitz zum Kolberger Domkapitel. 
Bereits 1454 wird in einer Urkunde die wohl schon länger bestehende Abhängigkeit des Dorfes von der Stadt Belgard erwähnt. Einen Streit des Kolberger Domkapitels mit der Stadt Belgard um Lülfitz konnten 1528 die Gebrüder Georg I. und Barnim IX., Herzöge von Pommern, schlichten.
Nach dem Dreißigjährigen Krieg lebten in Lülfitz 82 Einwohner.
Zwischen 1688 und 1726 gab es eine andauernde Dorffehde zwischen Lülfitz und Kösternitz um die „Schetterow“, ein sumpfiges Wiesengelände.
Im 18. und 19. Jahrhundert wird Lülfitz als Eigentumsortschaft (Kämmereidorf) der Stadt Belgard aufgeführt.
Die durch die Stein-Hardenbergschen Reformen (1807 und 1816) eingeleitete Separation zwischen der Stadt Belgard und den Bauern in Lülfitz wurde 1848 abgeschlossen. Als nach der Separation im Jahre 1882 in der Dorfnachbarschaft Bauern angesiedelt wurden, entstand die Streusiedlung und spätere Gemeinde Neu Lülfitz.
1912 wurde das Dorf an das Stromnetz angeschlossen.
1939 umfasste die Gemeinde Alt Lülfitz 721,1 Hektar und wurde von 220 Personen in 51 Haushaltungen bewohnt. Der überwiegende Teil der Einwohner war in der Land- und Forstwirtschaft tätig.
Bis 1945 gehörte das Dorf zum Landkreis Belgard (Persante). Es gehörte zum Standesamtsbezirk Roggow und zum Amtsgerichtsbereich Belgard. Letzter deutscher Bürgermeister war Willi Venske.
Gegen Ende des Zweiten Weltkriegs drangen am 7. März 1945 sowjetische Truppen in das Bauerndorf ein und besetzten es. Bald darauf wurde Alt Lülfitz zusammen mit ganz Hinterpommern unter polnische Verwaltung gestellt. Das deutsche Dorf Alt Lülfitz wurde in Lulewice umbenannt. Die Einwohner des Dorfs wurden bis 1946 vertrieben und durch Polen ersetzt.
Lulewice  ist heute ein Ortsteil der Landgemeinde Białogard.

## Einwohnerzahlen
| Jahr | Ein- wohner | Anmerkungen                 |
| ---- | ----------- | --------------------------- |
| 1852 | 399         | [ 4 ]                       |
| 1867 | 288         | [ 5 ]                       |
| 1871 | 304         | [ 5 ]                       |
| 1925 | 261         | ausschließlich Evangelische |
| 1933 | 222         | [ 7 ]                       |
| 1939 | 220         | [ 7 ]                       |

## Amt Lülfitz
Mit den Gemeinden Neu Lülfitz, Redlin und Rostin bildete Alt Lülfitz bis 1945 den Amtsbezirk Lülfitz, dessen letzter deutscher Amtsvorsteher Emil Marotz war.

## Kirche
Alt Lülfitz gehörte zum Kirchspiel der Marienkirchengemeinde Belgard und lag somit im Kirchenkreis Belgard in der Kirchenprovinz Pommern der evangelischen Kirche der Altpreußischen Union. 
Heute gehört Lulewice zur Kirchengemeinde Koszalin (Köslin) in der Diözese Pommern-Großpolen der polnischen Evangelisch-Augsburgischen Kirche.

## Schule
In der mitten im Dorf liegenden Schule wurden 1928 24 Mädchen und 25 Jungen aus Alt- und Neu Lülfitz unterrichtet.